# Stefan Karwiese
Stefan Karwiese (* 25. November 1941 in Königsberg; † 10. April 2023 in Göstling an der Ybbs) war ein österreichischer Klassischer Archäologe und Numismatiker.

## Leben
Stefan Karwiese besuchte das Bundesgymnasium in Salzburg (Matura 1960) und studierte von 1961 bis 1967 Klassische Archäologie, Alte Geschichte und Numismatik an der Universität Wien. Seit 1963 arbeitete er am Österreichischen Archäologischen Institut. 1967 wurde er mit der Dissertation Attis in der antiken Kunst promoviert.
Karwiese spezialisierte sich früh auf Feldarchäologie und antike Numismatik. Er war ab 1964 an verschiedenen Grabungen im In- und Ausland beteiligt: In Immurium (bei Salzburg), Aguntum (Osttirol) und Elis (Griechenland). Seit 1980 leitete er das archäologische Forschungsprojekt Erzabtei St. Peter zu Salzburg. Von 1980 bis 1986 war er stellvertretender Leiter der Grabungen in Ephesos, von 1993 bis 1998 deren Gesamtleiter. Ferner leitete er von 1988 bis 1991 die Grabungen in Mondsee.
Seit 1987 hielt Karwiese Vorlesungen am Institut für Numismatik und Geldgeschichte der Universität Wien über griechische und römische Numismatik. 1995 habilitierte er sich mit einer Arbeit über die älteste Münzprägung von Ephesos. 1998 wurde er zum titularen außerordentlichen Universitätsprofessor ernannt. Zum 1. Januar 2007 wurde er pensioniert.

## Schriften
- Attis in der antiken Kunst. Dissertation, Universität Wien 1967.
- Aguntum – das Ende einer Stadt im Spiegel der Münzfunde. Eine numismatisch-archäologisch-historische Untersuchung (= Beiträge zur römerzeitlichen Bodenforschung in Österreich. Band 2). Österreichisches Archäologisches Institut, Wien 1974.
- Der Ager Aguntinus. Eine Bezirkskunde des ältesten Osttirol. Curatorium pro Agunto, Lienz 1975.
- Die Marienkirche in Ephesos. Erster vorläufiger Grabungsbericht 1984–1986 (= Österreichische Akademie der Wissenschaft. Denkschriften der philosophisch-historischen Klasse. Band 200). Verlag der Österreichischen Akademie der Wissenschaften, Wien 1989, ISBN 3-7001-1545-8.
- Groß ist die Artemis von Ephesos, Die Geschichte einer der großen Städte der Antike. Phoibos Verlag, Wien 1995, ISBN 3-901232-05-2.
- Die Münzprägung von Ephesos. Band 1: Die Anfänge. Die ältesten Prägungen und der Beginn der Münzprägung überhaupt. Österreichische Forschungsgesellschaft für Numismatik, Wien 1995, ISBN 3-205-98408-0.
- Die Münzprägung von Ephesos. Band 5: Katalog und Aufbau der römerzeitlichen Stadtprägung. Mit allen erfassbaren Stempelnachweisen. 2 Teilbände (= Veröffentlichungen des Instituts für Numismatik und Geldgeschichte der Universität Wien. Band 14/18). Österreichische Forschungsgesellschaft für Numismatik, Wien 2012–2016, ISBN 978-3-9501987-3-7 und ISBN 978-3-9501987-7-5.
- Die archäologische Erschließung der Erzabtei St. Peter zu Salzburg. Verlag St. Peter, Salzburg 2014.
- Die Münzprägung von Ephesos. Band 2: Prägeserien 7 bis 11 (5.–4. Jh. v. Chr.). Corpus und Aufbau der griechischen Stadtprägung mit allen erfassbaren Stempelnachweisen sowie numismatischen Analysen und Chronologien (= Veröffentlichungen des Institutes für Numismatik und Geldgeschichte. Band 20). Österreichische Forschungsgesellschaft für Numismatik, Wien 2019, ISBN 978-3-85161-215-8.